# 小倉の土居跡
小倉の土居跡（おぐらのどいあと）は、富山県砺波市鷹栖にあった日本の城（城館）。とやま城郭カードNo.77。一向一揆に属し鷹栖館（小倉殿館跡）を拠点とした土豪・小倉六右衛門の子孫・小倉孫左衛門が、天正年間（1573年-1592年）に居住した館と伝わる。「小倉の土居」として砺波市の「ふるさと文化財」史跡登録地。

## 概要
典型的な散居村で知られ、小矢部川と庄川により形成された扇状地と沖積地が広がる砺波平野の低地に立地する。現代の圃場整備事業以前は、地籍図から堀で囲まれた約40メートル四方の方形居館の区割りが推定できたが、現在は水田の区割りが変わり、地表面に見られる遺構はコの字形に残る土塁（土居）のみとなっている。なお、土塁の上は共同墓地となっている。
屋敷主とされる小倉孫左衛門は、当地の南約1.5キロメートルにある鷹栖館（小倉殿館跡）を本拠地とした土豪・小倉六右衛門の子孫と伝えられる。鷹栖館は永禄9年（1566年）に一向一揆勢と対立する木舟城の石黒成綱の攻撃を受けて炎上したと伝わるが、その後に孫左衛門が鷹栖村の不動島を開拓して当館を構えたという。
2011年（平成23年）1月26日付けで砺波市の「ふるさと文化財」（史跡）に登録された。